# 北淡インターチェンジ
北淡インターチェンジ（ほくだんインターチェンジ）は、兵庫県淡路市育波にある神戸淡路鳴門自動車道の準直結Y型のインターチェンジである。料金所外に北淡BSが設置されている。

## 道路
- E28 神戸淡路鳴門自動車道（6番）

直接接続
- 兵庫県道123号生穂育波線

間接接続
- 兵庫県道31号福良江井岩屋線（淡路サンセットライン）

## 周辺
- 育波漁港
- 室津漁港
- 室津海水浴場
- 富島港
- 淡路市立北淡中学校（2004年4月開校）
- 石田の棚田

## 北淡バスストップ
北淡バスストップ（ほくだんバスストップ）とは、兵庫県淡路市育波の神戸淡路鳴門自動車道北淡IC料金所外にあるバス停留所である。バスの時刻表などでは北淡ICバス停と表記される。
バスストップに乗車券売り場はない。

### 発着バス

#### 高速バス
交通系ICカードは利用可能（みなと観光バスはPiTaPa利用不可）

##### クローズドドアシステム
- 淡路交通・神姫バス・西日本JRバス・本四海峡バス共同運行
  - 高速舞子・学園都市駅・神戸三宮・新神戸駅・神戸空港・大阪国際空港・大阪駅JR高速BT・湊町BT
    - ■快速・■■各停・■■観光アクセスタイプ停車停留所。
    - ■■観光アクセスタイプは淡路IC・ニジゲンノモリ - 津名港・洲本IC間でクローズドドアシステム非対象区間。
    - ■高田屋嘉兵衛公園・五色BC発着路線は当停留所から五色BC・高田屋嘉兵衛公園間でクローズドドアシステム非対象区間。

- みなと観光バス単独運行
  - 淡路島線 三ノ宮

##### その他
- 淡路交通単独運行
  - 舞子・福良線（■各停タイプ） 福良 - 高速舞子

#### コミュニティバス
- 淡路市生活観光バス路線1（時計回り）/2（反時計回り）/11（南部観光周遊回り）系統（あわ神あわ姫バス）

### 接続交通機関
- バスストップ周辺には公設の有料駐車場・無料駐輪場がある

## 料金所

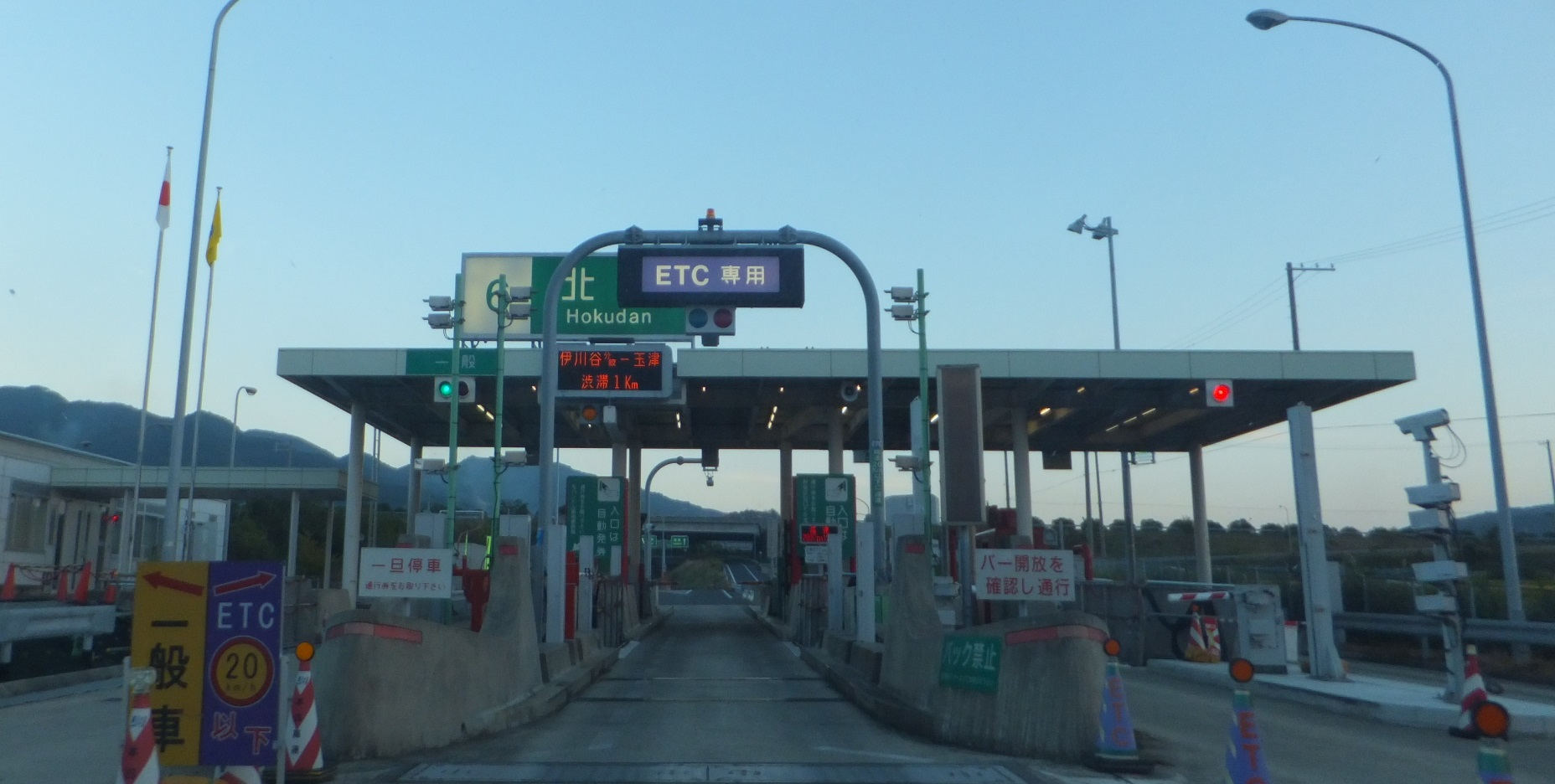
料金所

### 入口
- ブース数:2
  - ETC専用:1
  - 一般:1

### 出口
- ブース数:2
  - ETC専用:1
  - 一般:1

## 隣
E28 神戸淡路鳴門自動車道
(5)東浦IC/BS - 仁井BS - (6)北淡IC/BS - 室津PA - 遠田BS - (7)津名一宮IC/BS